# Emboscada de Panupali
La emboscada de Panupali (para los peruanos), o combate de Panupali (para los ecuatorianos), fue un enfrentamiento entre el 18 y el 19 de septiembre de 1941, en el marco de la guerra peruano-ecuatoriana, entre tropas peruanas y ecuatorianas.
El pelotón peruano que se encontraba en la región de Panupali fue atacado por tropas ecuatorianas; sin embargo, en este caso el Alférez EP Pimentel, oficial a cargo del pelotón, había hecho un minucioso y detallado estudio de las direcciones más probables de infiltración de tropas ecuatorianas, así como deducir las hipótesis más viables que las tropas ecuatorianas adoptarían para atacar. Las tropas ecuatorianas encontraron al pelotón peruano bien instalado en el terreno y, a pesar de tener minoría numérica, los esfuerzos por tomar la posición fueron fallidos e infructuosos.

## Acciones previas
Después de la batalla de Zarumilla, se acordó un cese de fuego, el 31 de julio. 
El ejército peruano, para evitar que se repitiera lo sucedido en Porotillo adelantó en la región de Arenillas, en la dirección a la provincia de Loja, elementos móviles capaces de advertir a tiempo la presencia de cualquier unidad de tropas ecuatorianas proveniente de esa dirección.
Las tropas peruanas, que sumaban 35 hombres (al mando del alférez Máximo Pimentel Obregón), comenzaron a avanzar ocupando Panupali, ubicado cerca de la localidad ecuatoriana de Piedras. El capitán ecuatoriano Moisés Oliva Ojeda recibió la orden de desalojarlos del territorio ecuatoriano el 18 de septiembre.

## El combate
A las 11:30 a. m. del 18 de septiembre, 21 soldados ecuatorianos, organizados en tres escuadras de 7 hombres cada una, atacaron el puesto peruano de Panupali en tres direcciones: por el flanco derecho, comandados por el teniente Leonidas Plaza; por el izquierdo, comandados por el subteniente Alfredo Zurita; y por el centro, comandados por el mismo Oliva Ojeda. Los soldados peruanos, al mando de Pimentel, resistieron el ataque en sus improvisadas trincheras. Por vía telefónica, Pimentel solicitó refuerzos al destacamento peruano de Piedras, siendo cortada la línea. Pimentel intenta comunicarse mediante el uso de la línea adicional siendo esta también cortada, línea que se logró restablecer, a costa de varias vidas.
La 2.ª Sección de la Compañía N.° 1 de Zapadores y la 3.ª sección de la 3.ª Compañía del Batallón de Infantería N.º 19 del ejército peruano fueron enviados en calidad de refuerzo a órdenes del capitán Jordán.
A partir de las 16:00 horas la aviación peruana, procedente de Tumbes, bombardeó y ametralló las posiciones ecuatorianas.
A las 17:30 p. m., llegan los primeros refuerzos peruanos a Panupali. El capitán Luis Jordán tomó el mando y continuó el combate.
El pelotón del capitán ecuatoriano Oliva recibió también el refuerzo de los subtenientes Manuel Pinto y Eduardo Montaño que se incorporaron con pequeñas fracciones de tropa para asistir a sus compañeros.
El comandante de las tropas peruanas de Panupali fue, inicialmente, el alférez Máximo Pimentel Obregón; que sería luego reemplazado por el capitán Luis Jordán quien, debido a la situación presentada, organizó, con el resto del pelotón, incluyendo las secciones de refuerzo, el repliegue, el cual se realizó luego de finalizado el combate de manera gradual desde las 19:30 hasta las 20:30 horas del día 19.
Los soldados ecuatorianos, al no cumplir su objetivo de capturar la posición peruana y ante la posibilidad de un ataque aéreo, se retiraron según la versión peruana basada en las actas del comandante en jefe del agrupamiento Norte, Eloy Ureta Montehermoso. La versión ecuatoriana por su parte, basada en el parte oficial de Olivia Ojeda, expresa que los soldados ecuatorianos, después de llegar a tomar momentáneamente la posición peruana y hacer retroceder a estos hasta el punto «Feijó», se retiraron temiendo la llegada de más refuerzos peruanos y aviación, pues anteriormente habían visualizado dos aviones presumiblemente de reconocimiento. Según la misma versión, el mando peruano reconoció como bajas de esta acción: siete muertos, dos heridos y dos desaparecidos, siendo los desaparecidos Víctor González y Marcelino Albites, dos soldados hechos prisioneros.
Dice el capitán ecuatoriano Oliva; «de nuestra parte hubimos de lamentar la muerte del Sargento Rafael Grau Guzmán, Cabo Miguel Vaca y el conscripto Jacinto Flores Amay». 
Según expresan los ecuatorianos «Se tomaron a los peruanos, dos prisioneros y en armamento, 1 fusil ametrallador Z.B, 1 carabina, 2400 cartuchos de fusil ametrallador Z.B, que fueron empleados en la acción misma, 3 cascos, 13 caballos y una mula».
Respecto al resultado del ataque a Panupali, el capitán de fragata de la Marina Peruana Salvador Mariátegui y Cisneros anota lo siguiente: «La acción de Panupali constituye para las tropas peruanas un triunfo, ya que sin disponer de la superioridad material, ni de la iniciativa inicial del ataque, por encontrarse completamente desprevenidas, supieron, no obstante, batir a fuerzas numéricamente superiores».

## Consecuencias
El 20 de septiembre, a las 06:00 horas, los soldados peruanos reciben la orden de regresar a Panupali constatando en dicho lugar que no había tropa ecuatoriana alguna, la misma que, como consecuencia del combate, regreso a sus antiguas posiciones de El placer y Platanillos.
Un día después de finalizado el combate, aviones peruanos bombardearon El Placer y sobrevolaron Piñas y Buenaventura. 
Al igual que la emboscada de Porotillo, el ataque a Panupali también causó indignación en el comando y filas del ejército peruano y Perú consideró roto el cese de fuego y ordenó la continuación de las operaciones por parte del Agrupamiento del Norte, la cual no se llevó a cabo debido a que el gobierno peruano accedió, en septiembre de 1941, a que los agregados militares de Argentina, Brasil y Estados Unidos en Lima y Quito se constituyeran en la zona de operaciones militares y establecieran una zona de separación entre las posiciones del ejército peruano y las del ejército ecuatoriano para evitar nuevos choques militares. Gracias a esto se evitó la escalada del conflicto.
Ecuador suscribió el 2 de octubre de 1941, en Talara, un acuerdo de cese de hostilidades, con participación de los observadores militares de Argentina, Brasil y Estados Unidos.